# Eva Kmoníčková
Eva Kmoníčková (* 9. duben 1962 Praha) je česká vědkyně, vysokoškolská pedagožka, v letech 2015 až 2020 vedoucí Ústavu farmakologie a toxikologie Lékařské fakulty Univerzity Karlovy v Plzni.

## Profesní život
Mezi lety 1996 a 2003 působila jako odborná asistentka na Farmakologickém ústavu 1. lékařské fakulty Univerzity Karlovy v Praze. Roku 2004 se stala vědeckou pracovnicí Ústavu experimentální medicíny Akademie věd České republiky. Od 1. února 2015 do 31. října 2020 zastávala funkci vedoucí Ústavu farmakologie a toxikologie Lékařské fakulty Univerzity Karlovy v Plzni.

### Výzkum přírodních látek
Ve vědecké práci se zajímá o účinky přírodních látek, zvláště v léčbě rakoviny. Publikuje odborné práce ve svém oboru.